# Ґалчинек
Ґалчинек (пол. Gałczynek) — село в Польщі, у гміні Орхово Слупецького повіту Великопольського воєводства.
Населення — 26 осіб (2011).
У 1975—1998 роках село належало до Конінського воєводства.

## Демографія
Демографічна структура станом на 31 березня 2011 року:
|          | Загалом | Допрацездатний вік | Працездатний вік | Постпрацездатний вік |
| -------- | ------- | ------------------ | ---------------- | -------------------- |
| Чоловіки | 12      | 3                  | 6                | 3                    |
| Жінки    | 14      | 3                  | 7                | 4                    |
| Разом    | 26      | 6                  | 13               | 7                    |